# Лука Ланотте
Лука Ланотте (Luca Lanotte; *30 липня 1985, Мілан, Італія) — італійський фігурист, що виступає у танцях на льоду в парі з Анною Каппелліні, це друга італійська танцювальна пара 2-ї половини 2000-х років.  
Вони — бронзові медалісти юніорського Фіналу Гран-Прі сезону 2005/2006 і чотириразові срібні призери Національної першості з фігурного катання Італії (2007—10, поспіль).

## Кар'єра
Лука катається на ковзанах, починаючи з 7-річного віку.
До Каппелліні виступав з Каміллою Пістрелло та Каміллою Спелта.
Від 2005 року — у парі з Анною Каппелліні, а починаючи від сезону 2006/2007 — на дорослому рівні, і відразу ж 8-мі «на Європі» і 13-ті на Чемпіонаті світу з фігурного катання 2007 року.
У сезоні 2009/2010 два «срібла» на етапах серії Гран-Прі — «Skate America»—2009 та «Cup of Russia»—2009 вивела Каппелліні і Ланотте у Фінал Гран-Прі сезону, де пара стала 5-ю. У січні 2010 року на Чемпіонаті Європи з фігурного катання 2010 року посіли 6-е місце. У лютому 2010 року взяли участь у складі Олімпійської Збірної Італії в олімпійському турнірі танцювальних пар на XXI Зимовій Олімпіаді (Ванкувер, Канада, 2010).

## Спортивні досягнення
(з Каппелліні)
| Сезони/Змагання                                    | 2005/2006 | 2006/2007 | 2007/2008 | 2008/2009 | 2009/2010 |
| -------------------------------------------------- | --------- | --------- | --------- | --------- | --------- |
| Зимові Олімпійські ігри                            |           |           |           |           |           |
| Чемпіонати світу з фігурного катання               |           | 13        | 10        | 10        |           |
| Чемпіонати Європи з фігурного катання              |           | 8         | 7         | 5         | 6         |
| Чемпіонати світу з фігурного катання сеерд юніорів | 4         |           |           |           |           |
| Чемпіонати Італії з фігурного катання              | 1 J.      | 2         | 2         | 2         | 2         |
| Фінали Гран-Прі                                    |           |           |           |           | 5         |
| Етапи Гран-Прі: «Cup of Russia»                    |           | 8         |           | 4         | 2         |
| Етапи Гран-Прі: «Skate America»                    |           |           |           |           | 2         |
| Етапи Гран-Прі: «Cup of China»                     |           |           |           | 4         |           |
| Етапи Гран-Прі: «Skate Canada»                     |           |           | 2         |           |           |
| Етапи Гран-Прі: «Trophee Eric Bompard»             |           | 5         | 4         |           |           |
| Зимові Універсіади                                 |           | 1         |           |           |           |
| Фінали юніорського Гран-Прі                        | 3         |           |           |           |           |
| Етапи юніорського Гран-Прі, Словаччина             | 2         |           |           |           |           |
| Етапи юніорського Гран-Прі, Болгарія               | 2         |           |           |           |           |

(з Пістрелло)
| Сезон/Змагання                                     | 2004/2005 |
| -------------------------------------------------- | --------- |
| Чемпіонати світу з фігурного катання сеерд юніорів | 9         |
| Чемпіонати Італії з фігурного катання              | 2 J.      |
| Етапи юніорського Гран-Прі, Румунія                | 5         |
| Етапи юніорського Гран-Прі, Німеччина              | 2         |

(зі Спелта)
| Сезони/Змагання                        | 2000/2001 | 2001/2002 | 2002/2003 | 2003/2004 |
| -------------------------------------- | --------- | --------- | --------- | --------- |
| Чемпіонати Італії з фігурного катання  | 4 J.      | 4 J.      | 3 J.      |           |
| Етапи юніорського Гран-Прі, Хорватія   |           |           |           | 3         |
| Етапи юніорського Гран-Прі, Болгарія   |           |           |           | 2         |
| Етапи юніорського Гран-Прі, Італія     |           | 15        | 13        |           |
| Етапи юніорського Гран-Прі, Словаччина |           |           | 10        |           |
| Етапи юніорського Гран-Прі, Швеція     |           | 13        |           |           |

- J = юніорський рівень